# Plains (Georgie)
Plains je město v okresu Sumter County ve státě Georgie ve Spojených státech amerických. K roku 2020 zde žilo 573 obyvatel. S celkovou rozlohou 14 km² byla hustota zalidnění 3 237 obyvatel na km².  
Město je významné především jako místo narození i místo úmrtí bývalého prezidenta Spojených států amerických Jimmyho Cartera a jeho ženy Rosalynn Carterové. Nachází se asi 190 kilometrů jižně od Atlanty v oblasti s vlhkým subtropickým podnebím.  